# Profezia di Basilide
La Profezia di Basilide è il soggetto di un dipinto e di un'incisione di Pietro Testa. Quest'ultima fu ideata dal pittore lucchese ma fu trasposta su rame (forse poco dopo la morte di Pietro) da suo nipote Giovanni Cesare Testa.

## Il tema

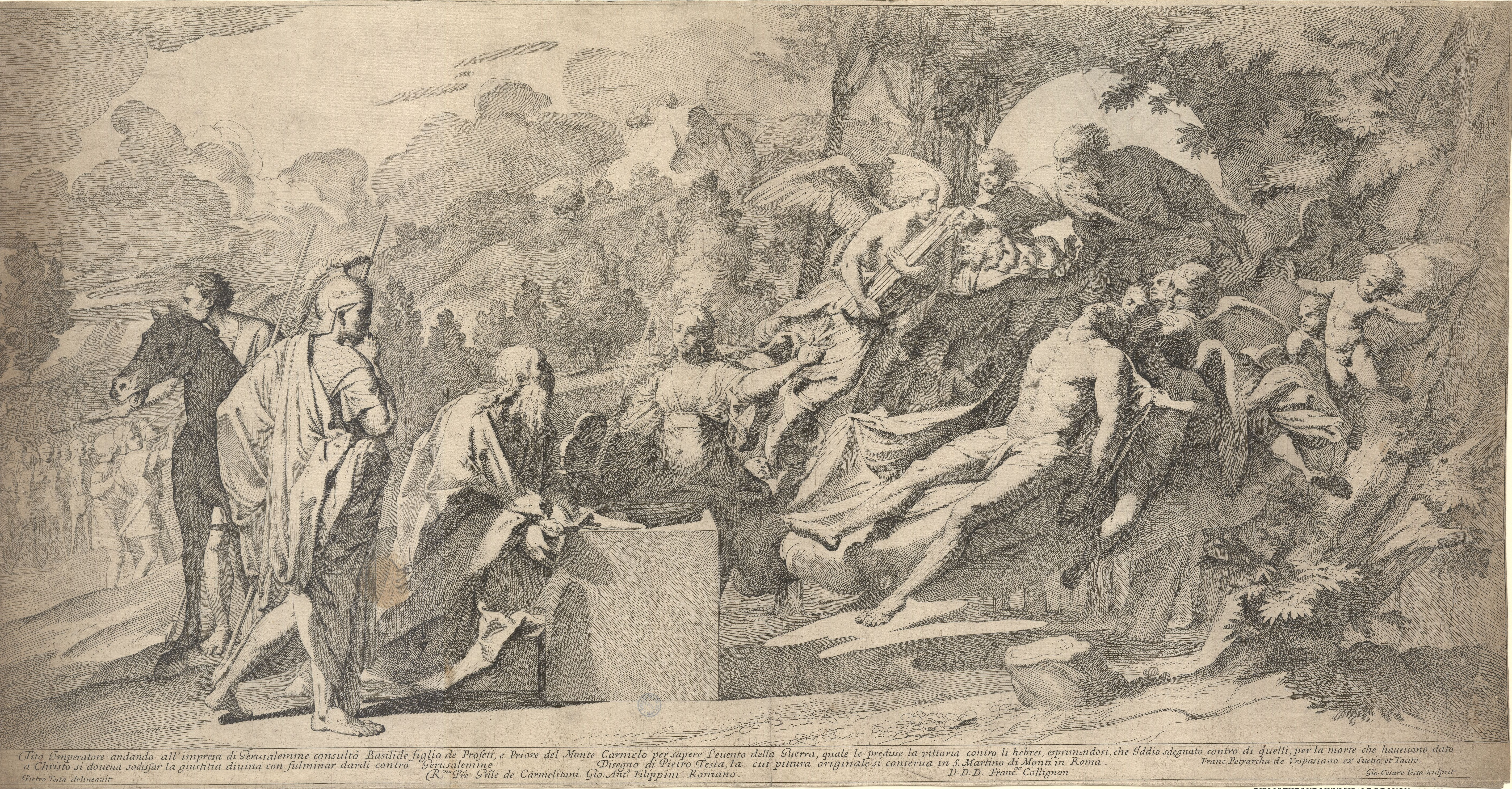
Giovanni Cesare Testa (da Pietro Testa), Profezia di Basilide, 1650 circa

L'evento raffigurato trova alcuni riferimenti in antichi testi storici latini, e segnatamente in Svetonio e Tacito: la fonte del Testa tuttavia va piuttosto rintracciata nella rilettura di questo episodio fatta nella molto più recente letteratura propagandistica sulle origini dell'ordine carmelitano.
I carmelitani infatti si vogliono continuatori delle comunità monastiche ed eremitiche precristiane insediatesi sul Monte Carmelo, in Galilea, seguendo l'esempio del profeta biblico Elia, ideale precursore della congregazione carmelitana.
Allorquando Vespasiano mosse guerra ai ribelli Giudei, si sarebbe recato sul Carmelo per chiedere un responso sull'esito della campagna militare a Basilide, che per le fonti latine è un non meglio precisato sacerdote dimorante sul monte.
Nella trasposizione carmelitana Basilide invece è definito Generale dell'ordine, con ciò volendo far intendere che la congregazione (le cui origini storiche documentabili datano "solo" all'XI secolo) esistesse già al sorgere dell'era cristiana (in linea di continuità per l'appunto con le precedenti comunità religiose insediate sul Carmelo a partire dal profeta veterotestamentario Elia).
Ma le differenze tra le fonti non si fermano qui: mentre per i testi latini Basilide si limita a predire il successo di Vespasiano, nella letteratura carmelitana si registrano due significative varianti. Innanzitutto la profezia del sacerdote non è più rivolta a Vespasiano a ma suo figlio Tito, che in effetti partecipò alla spedizione contro i Giudei comandata dal padre. Inoltre il responso del sacerdote diventa la predizione della Vindicta Salvatoris: Tito distruggerà Gerusalemme in quanto strumento della giusta punizione divina verso i Giudei rei di aver messo a morte Cristo. La sostituzione di Vespasiano con suo figlio è quindi strumentale a rafforzare il senso del vaticinio di Basilide, essendo per l'appunto Tito colui che espugnò Gerusalemme distruggendone il Tempio.
Nella composizione di Pietro Testa la profezia di Basilide (nella chiave di lettura carmelitana) è resa mediante una trasposizione allegorica.
A sinistra vi è infatti un assorto Tito in attesa dell'oracolo (dietro di lui, sullo sfondo, si vedono le schiere dei suoi legionari), più al centro vi è il vecchio Basilide quasi appoggiato all'altare. Contrapposta a Basilide, dall'altro lato dell'altare, vi è una personificazione allegorica della Giustizia che con la destra impugna la spada sguainata e con la sinistra indica verso l'apparizione divina che svela il contenuto della profezia. 
In alto a destra, infatti, compare Dio Padre (con il contorno di una fitta schiera di cherubini) che estrae una freccia dalla faretra che gli porge un angelo. Al disotto del Padre vi è il corpo esanime di Cristo che si libra a mezz'aria sorretto da altri angeli. La freccia quindi è il dardo della punizione divina - cioè le legioni dello stesso Tito che di lì a poco metteranno a sacco Gerusalemme - per l'empio crimine dei Giudei (negli stereotipi del tempo) di cui il corpo di Gesù morto è la prova tangibile.

## Storia

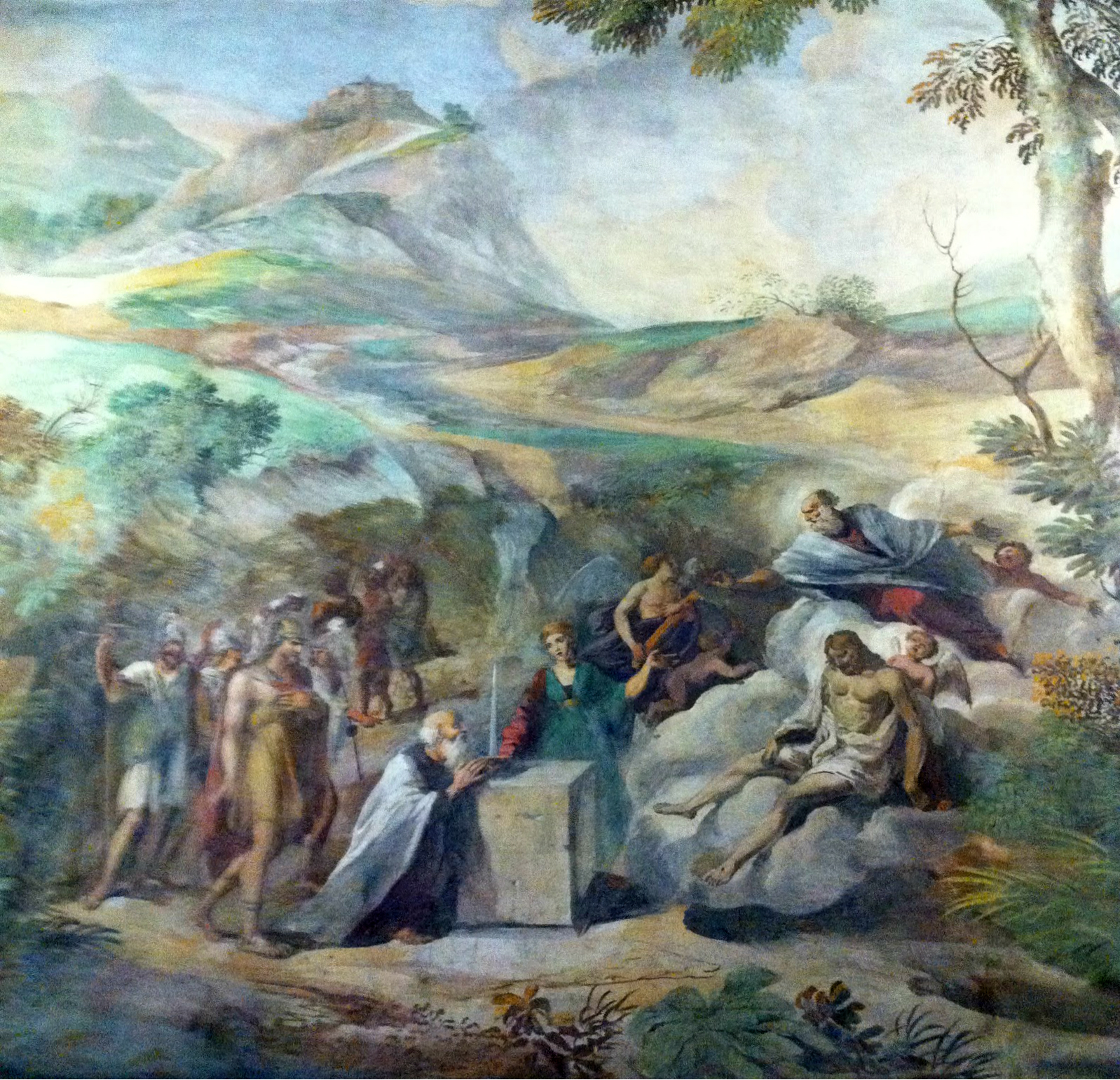
Gaspard Dughet, Profezia di Basilide, 1650-1651, Roma, basilica dei Santi Silvestro e Martino ai Monti

Come si legge nell'iscrizione dell'incisione di Giovanni Cesare Testa la stampa è dedicata a Giovanni Antonio Filippini, procuratore e commissario generale dell'ordine carmelitano nonché priore perpetuo della basilica dei Santi Silvestro e Martino ai Monti, cioè la principale sede ecclesiastica dei carmelitani a Roma.
La creazione di questa composizione va quindi collocata nell'ambito degli stretti rapporti che il pittore lucchese, negli ultimi anni della sua vita, intrattene con il Filippini - e ciò spiega anche l'insolito tema dell'opera - che affidò al Testa un ruolo di rilievo nei lavori di ristrutturazione ed abbellimento della chiesa romana dei carmelitani. 
Al Testa vennero infatti commissionate sia una grande pala d'altare raffigurante la Visione di sant'Angelo carmelitano (1645-1646), unica opera pubblica romana dell'artista che si trovi ancora nella sua collocazione originaria, sia, di seguito, la decorazione dell'abside di San Martino ai Monti, impresa per la quale ci restano alcuni studi, ma che il pittore non mise mai in atto forse a causa di alcuni dissidi sorti poi col priore.
Sempre nella dedica della stampa si legge che la pittura originale di Pietro Testa raffigurante la profezia di Basilide si trova (cioè si trovava al tempo di pubblicazione dell'incisione) anch'essa nella chiesa di San Martino ai Monti. Dipinto che con ogni probabilità deve identificarsi con la tela oggi a Napoli, entrata nelle collezioni borboniche dopo un articolato percorso collezionistico che ebbe avvio con l'alienazione del quadro a seguito della soppressione napoleonica della congregazione carmelitana. 
La scelta di un tema così inusuale per il dipinto, verosimilmente suggerito dal Filippini, è forse dovuta, oltre alle già evidenziate implicazioni con le origini leggendarie dell'ordine, anche al nesso che lega la figura di Tito con il luogo di destinazione dell'opera. La basilica di San Martino ai Monti infatti fu edificata nel luogo in cui un tempo sorgevano le terme fatte costruire dall'imperatore romano.
L'invenzione del Testa fu il modello seguito da Gaspard Dughet per la raffigurazione dello stesso soggetto in uno dei notevolissimi affreschi - pregevole esempio di pittura di paesaggio barocca - eseguiti dal pittore italo-francese sempre nella basilica carmelitana e dedicati ai fondatori dell'ordine monastico. 
Per questi affreschi Dughet fu pagato nel 1651, un anno dopo la morte del pittore lucchese: si è pensato che la ripresa dell'originalissimo tema sia stata un omaggio all'inquieto genio di Pietro Testa prematuramente e forse tragicamente scomparso poco prima.

## Descrizione e stile

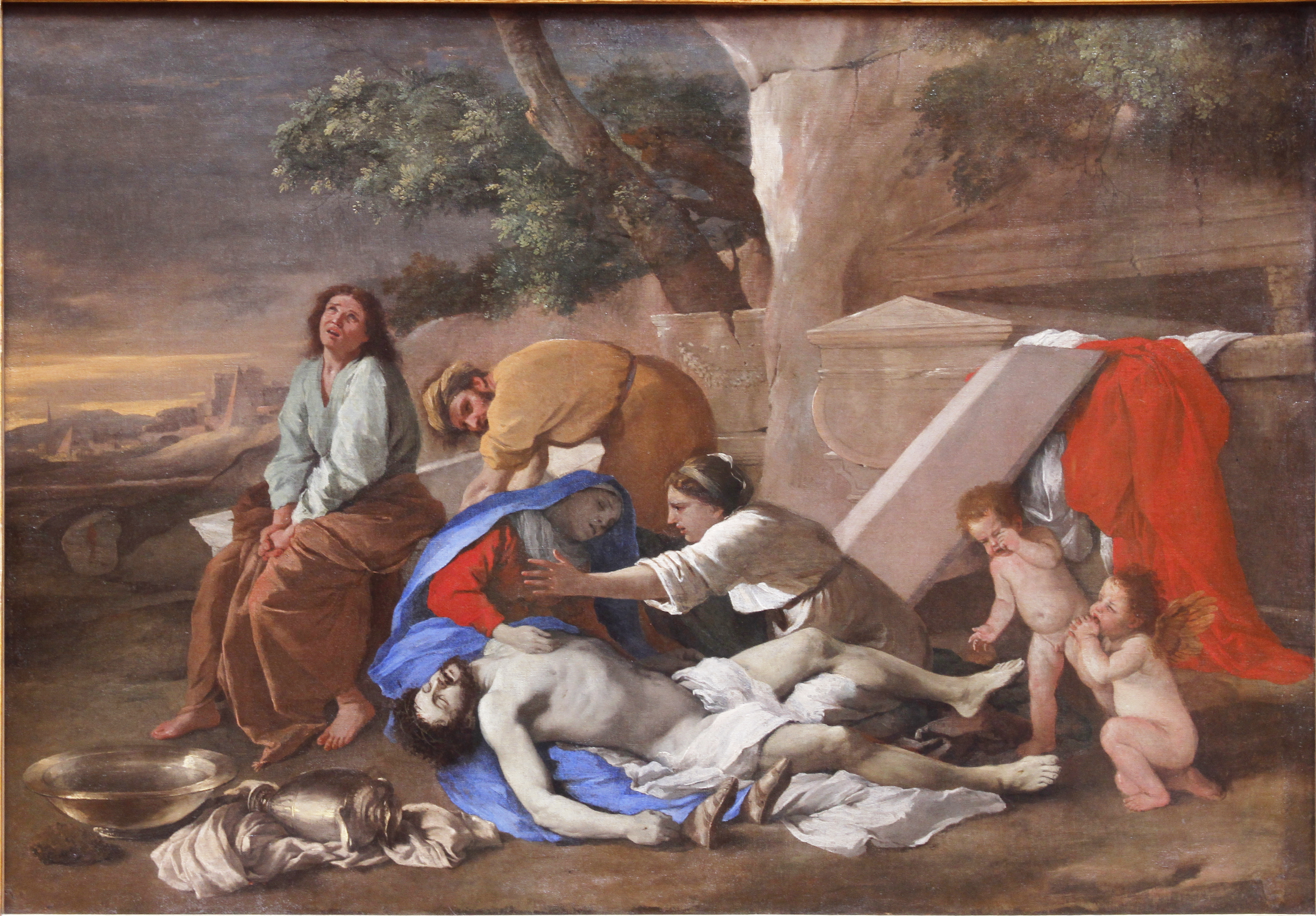
Nicolas Poussin, Compianto, 1628-1629, Monaco di Baviera, Alte Pinakothek

La disposizione lineare degli astanti richiama la tipica composizione di un fregio all'antica che rimanda sia alle profonde conoscenze antiquarie di Pietro Testa sia agli esempi dell'amico e mentore del lucchese Nicolas Poussin.
La limpidezza scultorea della figura di Cristo in particolare - della quale si conserva un disegno preparatorio al British Museum - sembra derivare da un capolavoro del grande pittore francese quale il Compianto ora custodito nella Alte Pinakothek di Monaco di Baviera.

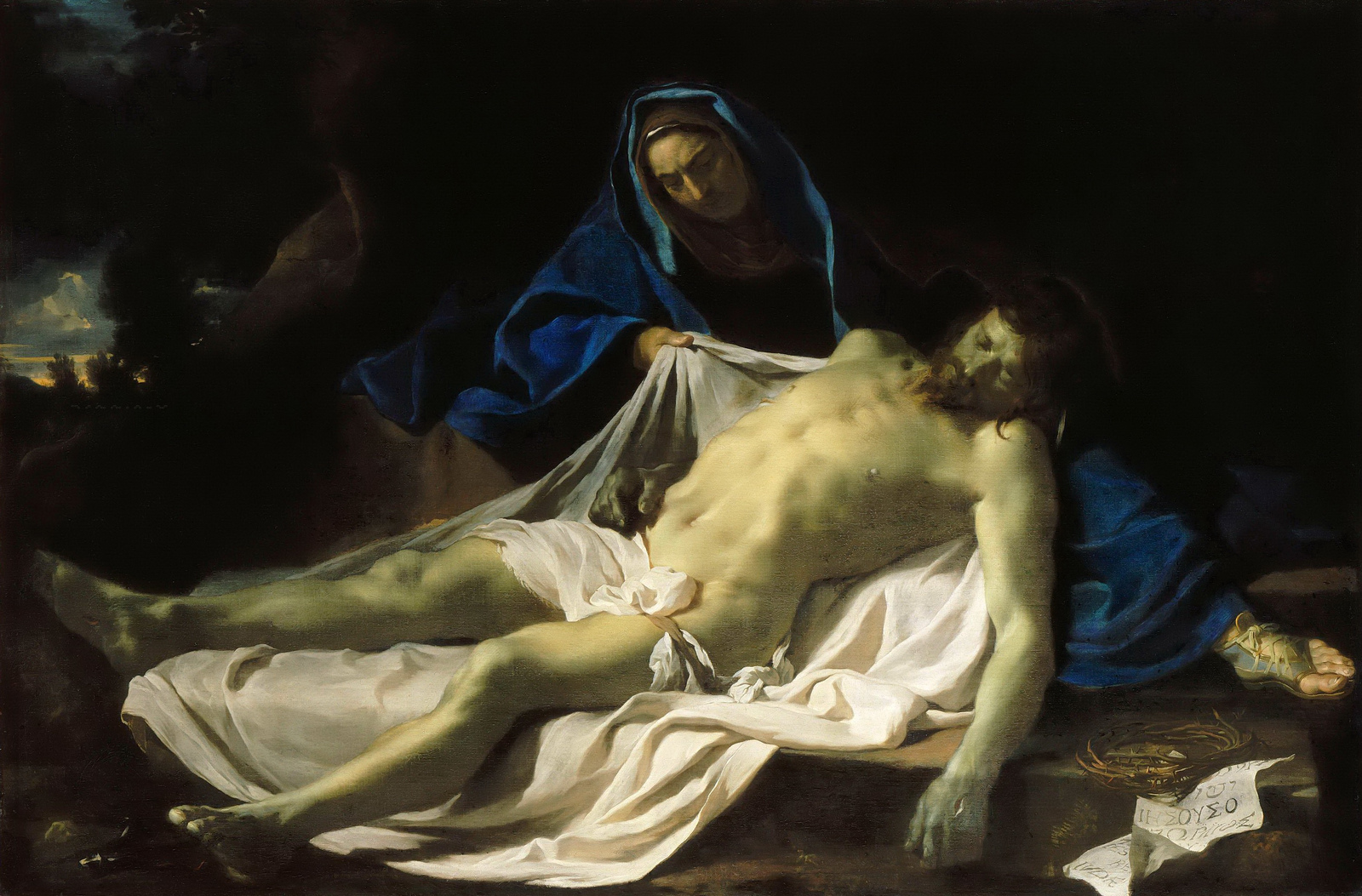
Charles Le Brun, Pietà, 1643-1645, Parigi, Louvre

La posizione in diagonale di Gesù e l'abbandono del suo corpo sorretto dagli angeli rinviano allo stesso tempo a modelli vandykiani, al Testa forse noti grazie a derivazioni lucchesi viste in gioventù, che a loro volta discendono da invenzioni di Annibale Carracci di alcuni decenni prima.
La scena ha un'ambientazione quasi notturna. Emergono dalle tenebre la veste di Basilide, il sudario su cui poggia il corpo di Cristo e il globo di luce alle spalle di Dio.
Oltre al già indicato studio del British, si conserva presso la Rugby Art Gallery (nella contea del Warwickshire in Inghilterra) il disegno preparatorio dell'intera composizione.
Una ripresa della composizione del Testa ed in particolare della figura di Cristo, sembra scorgersi nella Pietà di Charles Le Brun, eseguita dall’artista francese probabilmente durante il suo soggiorno romano. 

## Galleria d'immagini

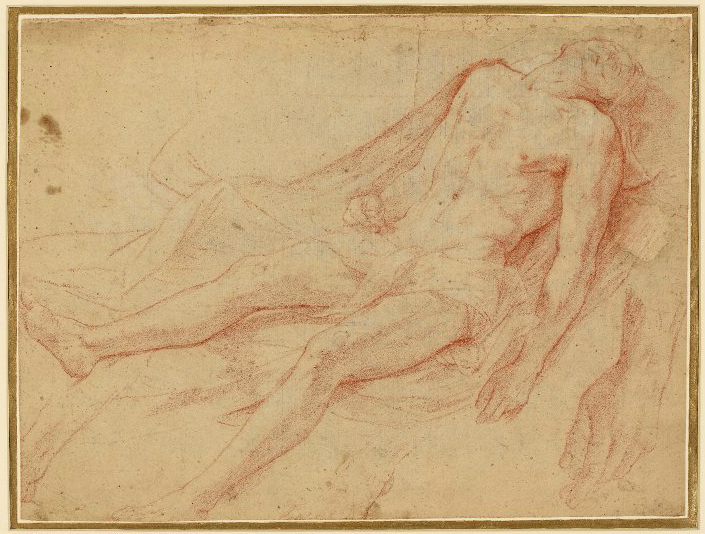
Lo studio per la figura di Cristo morto del British Museum
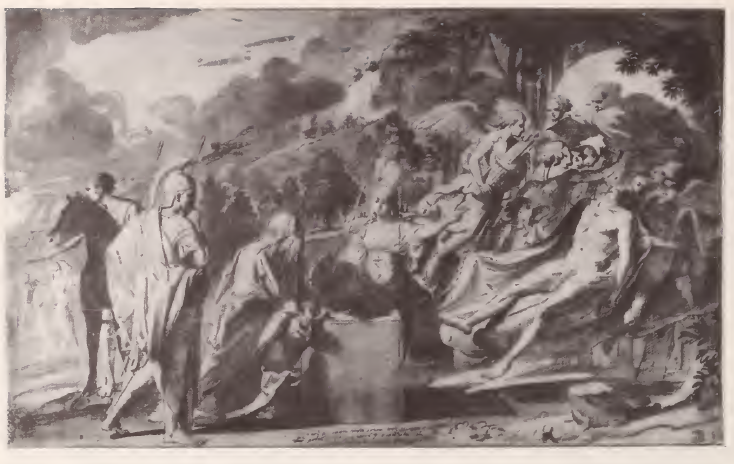
Il disegno preparatorio dell'insieme della Rugby Art Gallery